# Ґенель Перссон
Ґенель Перссон (швед. Gehnäll Persson, 21 серпня 1910 — 16 липня 1976) — шведський вершник.
Олімпійський чемпіон 1952 (командна виїздка), 1956 (командна виїздка) років, учасник 1948 року.